# Хук, Лео
Лео Хук (нидерл. Leo H. Hoek; род. 1945, Амстердам) — нидерландский филолог, один из основоположников «титрологии» — раздела литературоведения, изучающего названия произведений.
Окончил Амстердамский свободный университет (1969) со специализацией в области французского языка и литературы. Преподаёт там же с 1970 года, с 1995 г. профессор, с 2004 г. заведующий отделением современных языков и культур. Доктор наук (1980). В 1986—1993 гг. директор Нидерландского семиотического общества. В 1993—2004 гг. вице-президент и казначей Международной ассоциации исследований слова и образа (IAWIS/AIERTI).
В 1970-80-е гг. занимался исследованием названий в литературных произведениях, преимущественно на материале французской классической прозы и поэзии (Виктор Гюго, Гюстав Флобер, Ги де Мопассан, Эмиль Золя, Шарль Бодлер и т. д.). Опубликовал монографии «К семиотике названия» (фр. Pour une sémiotique du titre; 1973) и «Печать названия. Семиотические механизмы одной текстуальной практики» (фр. La Marque du titre. Dispositifs sémiotiques d'une pratique textuelle; 1981, на основе докторской диссертации).
С 1989 г. работы Хука сосредоточены преимущественно в области теории и истории интермедиальности. Предметом его преимущественного внимания стали концепции XIX века, связанные с взаимодействием словесного (в частности, выраженного названием) и образного рядов в изобразительном искусстве; в этой работе Хук комбинировал семиотические методы с методами социологии литературы Пьера Бурдье. Итогом этих исследований стала монография «Названия, картины и художественная критика. Институциональные определители дискурса об искусстве во Франции XIX века» (фр. Titres, toiles et critique d’art. Déterminants institutionnels du discours sur l’art au dix-neuvième siècle en France; 2001). Развивая семиотические подходы к интермедиальности, предложенные Клаусом Клювером, Хук предложил методику выделения интермедиальности из существующих в культуре способов взаимодействия между различными знаковыми системами.